# NGC 6296
NGC 6296 је спирална галаксија у сазвежђу Змијоноша која се налази на NGC листи објеката дубоког неба.
Деклинација објекта је + 3° 53' 40" а ректасцензија 17h 8m 44,6s. Привидна величина (магнитуда) објекта NGC 6296 износи 13,5 а фотографска магнитуда 14,3. NGC 6296 је још познат и под ознакама UGC 10719, MCG 1-44-2, CGCG 54-3, IRAS 17062+0357, PGC 59690.